# へんげ
『へんげ』は、大畑創監督・脚本による2011年の日本のホラー映画。

## あらすじ
妻の恵子（森田亜紀）と暮らす門田吉明（相澤一成）は、数日に1回の頻度で原因不明の発作に襲われる。そのため、彼は2年間も外出しておらず、現在は自宅で翻訳の仕事をおこなっている。ある夜、発作に襲われた吉明を押さえようとした恵子は、彼の体の一部が変化していることに気づく。翌朝、吉明の体調は元に戻る。
吉明は、医科大学の後輩だった坂下稔（信國輝彦）の診察を受ける。坂下は恵子を説得したうえで、吉明を病院へ連行してゆく。その後、都内各地での通り魔事件の多発を恵子が怪訝に思っているところへ、病院を抜け出した吉明が帰宅する。吉明の胸と腹に残る生々しい手術痕を見た恵子は、彼に詫びる。
恵子と吉明は祈祷師の女を自宅に呼ぶが、祈祷師は恐怖の面持ちで走り去ってしまう。そのあとを追った吉明は凶暴化し、駐車場で祈祷師に襲いかかり、彼女の命を奪う。そのさまを目撃した恵子は、正気を取り戻した吉明が失神したのち、彼を自宅へ連れ帰る。坂下は2人の家を訪ね、恵子を連れ出そうとするが、吉明に殺される。さらに、町で恵子に声をかけられた若い男たちは、次から次へと彼女の家に連れて来られるが、いずれも吉明に襲われて命を落とす。
恵子と吉明は警察から逃げるために町を出て行こうとする。やがて、2人は警察に追いつめられる。吉明は雄叫びを上げて警察を威嚇するが、警察は2人向けて一斉に発砲する。恵子をかばって銃弾を一身に受けた吉明は巨大化し、町を破壊してゆく。人々が逃げ惑うなか、戦車（90式戦車と74式戦車）が出動する。砲撃を受けた吉明は、さらに巨大化する。吉明を見上げた恵子は、涙を流しながら、彼に向かって「行け!」と叫ぶ。

## キャスト
- 門田恵子 - 森田亜紀
- 門田吉明 - 相澤一成
- 坂下稔 - 信國輝彦
- 祈祷師 - 柳有美
- 刑事 - にいやなおゆき、渡邉邦彦

## スタッフ
- 監督・脚本・編集 - 大畑創
- 撮影 - 四宮秀俊
- 音楽 - 長嶌寛幸
- 照明 - 玉川直人、星野洋行
- 美術 - 間野隼人、伊藤淳、福井早野香、須藤彰
- 録音 - 高田伸也、新垣一平、根本飛鳥
- 助監督 - 川口陽一、根本飛鳥
- 制作 - 名倉愛、藤岡晋介、加藤綾佳
- 特殊メイク - 上江田美希、宇田川祐、大竹千明、大森敦史、加藤正人、串淵徹哉、近藤圭輔、鈴木佑実子、若山望友貴
- 衣裳 - 加藤麻矢
- 撮影助手 - 大竹郁
- 整音 - 中川究矢
- 脚本協力 - 高橋洋、にいやなおゆき、古澤健、名倉愛、川口陽一、頃安祐良、蔭山周、瀬川浩志
- 協力 - 映画美学校、小山町フィルムコミッション、東京ビジュアルアーツ、ライトワーク
- 製作 - OMNI PRODUCTION

特撮スタッフ
- 撮影監督 - 村川聡
- 特殊美術 - 原島徳寿
- 特殊効果 - 岩田安司
- 操演 - 辻川明宏
- ミニチュア制作 - 寒河江弘
- 制作応援 - 松野拓行
- 美術助手 - 阿久津桂、小野澤未彩
- 視覚効果助手 - 上村勇一郎
- ミニチュア協力 - マーブリング・ファインアーツ
- 特技監督 - 田口清隆

## 製作
「変身ものをやってみたい」と構想していた大畑創が、新宿副都心の高層ビル群のなかで展開されるラスト・シーンを思いつき、そこから逆算するかたちで、本作の物語が組み立てられていった。製作にあたり、デヴィッド・クローネンバーグ監督の『ザ・フライ』が参考にされた。中盤の一場面を演出する際には、ポール・ヴァーホーヴェン監督の『ロボコップ』が引き合いに出されたという。撮影は、ドラマの場面に8日間、特撮の場面に5日間が費やされた。撮影にはキヤノン EOS 7Dが用いられた。特撮は、CGではなく合成技術を用いて行われた。編集は4か月間かけて行われた。

## 上映
2011年9月17日、カナザワ映画祭にて上映される。2012年3月10日よりシアターN渋谷にてロードショー公開される。

## 評価
佐々木敦は「どこにでもいそうな夫婦の愛の物語であり続けながら、それと同時に、宇宙的なスケールの黙示録的作品に成っている」と指摘した。中山治美は「長嶌寛幸の重低音の音楽が何かが起こりそうな不安と期待を抱かせ、スリリングな世界と究極の夫婦愛が展開する」と述べた。本作を見て塚本晋也監督の『鉄男』やダニエル・デフォー著の『疫病流行記』を想起したというマーク・シリングは、「本作の主題である愛の限界は、病気などの苛酷な運命に試される恋人たちを描いた日本映画によく見られるものではあるが、監督の大畑創は、説教や感傷主義をはっきりと拒んでいる」と述べて、本作に5つ星満点の4つ星を与えた。
2012年、第16回ファンタスティック・フェストのホラー部門にて審査員特別賞を受賞した。